# Cairn terrier
Il Cairn Terrier è una razza canina di origine scozzese riconosciuta dalla FCI (Standard N. 4, Gruppo 3, Sezione 2).

## Origini
Il Cairn è il più antico dei terrier scozzesi, da cui derivano il West Highland White Terrier e lo Scottish Terrier. Il suo nome deriva dal termine celtico "cairn" che indicava le rocce tipiche scozzesi.

## Aspetto
Agile, attento, con l'apparenza naturale di un lavoratore. Dovrebbe essere ben piazzato sull'anteriore. Posteriore forte. Torace profondo, movimento molto sciolto. Mantello resistente alle intemperie. Dovrà colpire per la sua energia, il coraggio e la resistenza. D'indole impavida e allegra; determinato ma non aggressivo. Le parole chiave sono temperamento, naturalezza e moderazione. L'indole allegra e vivace è una delle caratteristiche più peculiari della razza: un Cairn deve sempre essere pieno di gioia di vivere, altrimenti non può essere considerato un Cairn “vero”! È, quindi, molto importante durante il giudizio in esposizione dare il massimo peso ad un soggetto che si presenta da solo e con gioia senza alcun inutile handling. Il Cairn Terrier è stato principalmente selezionato ed impiegato per la caccia della lontra e l'ambiente originario della razza consisteva in un terreno roccioso, spesso con ammassi di pietre enormi, e richiedeva di conseguenza un terrier di costruzione snella, molto agile e flessibile, in grado di muoversi con un'andatura molto sciolta, proiettandosi ben in avanti con dei passi lunghi ed efficienti ed imprimere una forte spinta con il posteriore. Per fare in modo che fosse possibile spostarsi con elasticità ed avanzare con facilità e naturalezza su e giù per le colline rocciose senza alcuno sforzo era molto importante che il Cairn avesse una lunghezza di gambe tale da consentirgli una grande agilità. Non doveva essere troppo massiccio, troppo grande o troppo pesante. Purtroppo, oggigiorno, specialmente in Italia molti sostenitori sono attratti dal cairn “tozzo”, cioè pesante, compatto e con gli arti brevi che insieme ad altre caratteristiche quali una schiena troppo corta, l'ossatura pesante ed il torace a forma di botte sono dei difetti che compromettono la capacità lavorativa e la tipicità della razza. Secondo gli specialisti britannici, un tale Cairn è da considerarsi del tutto atipico e di conseguenza dovrà essere pesantemente penalizzato. Veniamo alla parola “moderazione”: un Cairn dovrà essere privo d'eccessi. È desiderato sì un torace profondo e piuttosto lungo, ma qui gli specialisti britannici ci fanno osservare che le dimensioni del torace di un Cairn Terrier non dovranno essere tali da farlo apparire pesante. Precisato ciò, si dovrà capire che i Cairn non sono dei Westie colorati perché non sono così larghi davanti e dietro e nemmeno possiedono una struttura ossea e una muscolatura tanto potente quanto lo Scottish. Quello di essere, fra l'altro, “too strong in body” (di corporatura troppo pesante), come dicono gli inglesi, è considerato un grave difetto e molto detestato dagli intenditori! Un Cairn Terrier invece, dovrà avere un aspetto sostanzialmente più elegante e più leggero delle razze in precedenza menzionate, un tronco leggermente più lungo e “plenty of daylight” (tanta luce sotto) e le gambe equilibrate al corpo tale da permetterli di compiere il proprio lavoro nel terreno roccioso sulle isole Scozzesi.
È un cane piccolo ma forte, vivace e molto affettuoso.
Crema, grano, rosso, grigio o quasi nero. La brizzolatura in tutti questi colori è ammessa. Non deve essere completamente nero o bianco o nero focato. Sfumature scure su orecchie e muso sono molto tipici.
Il cairn terrier può definirsi un cane da appartamento